# プリティ・リトル・ヘッド
プリティ・リトル・ヘッド（Pretty Little Head）は、1986年にポール・マッカートニー（Paul McCartney）が発表した楽曲。または、同曲が収録されたシングル。

## 解説
ソロ・アルバム『プレス・トゥ・プレイ』からのシングル・カット。ただしシングルリリースに伴いアルバムバージョンとはかなり印象の異なる大胆なリミックス、およびボーカルが新たに録り直されている。7インチバージョン（後記のPVで使用されているものと同じ音源）は、楽曲共作者でもあるエリック・スチュワートが在籍していたバンド10ccのベストCD（During After : The Best Of 10cc）に収録されているが、12インチシングルのロングバージョンは未CD化。カップリング曲のアングリーもリミックスされている（このバージョンも未CD化）。ライト・アウェイはアルバムバージョンと同じ。
英国だけのリリース。ただしピクチャースリーブのデザインは、英国外でシングルカットされたストラングルホールドと同一。
アルバムは多重コーラスだがシングルはポールのソロである。PVは歌詞を題材に険悪に言い争いする両親を嫌がり都会へ家出する少女を描いている。ポールは巨大スクリーンに歌う姿と巨人で現れる。歌詞の共通性から冒頭でビートルズの「シーズ・リーヴィング・ホーム」のエンディング部分が流れる。

## 収録曲
- プリティ・リトル・ヘッド - Pretty Little Head (single version)
- ライト・アウェイ -  Write Away

12inch
- プリティ・リトル・ヘッド - Pretty Little Head (remix)
- アングリー - Angry (remix)
- ライト・アウェイ -  Write Away